# جود بيلينغهام
جود فيكتور ويليام بيلينغهام (مواليد 29 يونيو 2003) هو لاعب كرة قدم إنجليزي يلعب في مركز الوسط مع ريال مدريد الإسباني ومنتخب إنجلترا. يُعتبر أحد أفضل اللاعبين الشباب في العالم، ويشتهر بقدراته الفنية، ورؤيته الثاقبة، وإنهاءه المميز. في عام 2023، فاز بجائزتين رئيسيتين لأفضل لاعبي كرة القدم تحت سن 21: جائزة الفتى الذهبي، للاعبين الذين يلعبون في أوروبا خلال عام 2023، وجائزة كوبا لأفضل لاعب شاب في العالم خلال موسم 2022–23.
انضم بيلينغهام إلى برمنغهام سيتي عندما كان عمره أقل من 8 سنوات، وأصبح أصغر لاعب في الفريق الأول في النادي عندما ظهر لأول مرة في أغسطس 2019، في عمر 16 سنوات و38 أيام، ولعب بانتظام خلال برمنغهام سيتي موسم 2019–20. انضم إلى بوروسيا دورتموند في يوليو 2020، وفي ظهوره الأول أصبح أصغر لاعب يُسجل هدف في تاريخهم. خلال ثلاثة مواسم مع النادي، شارك في 132 مباراة وفاز بـ كأس ألمانيا 2020–21؛ أداؤه في الدوري الألماني 2022–23 ساعد دورتموند على إنهاء الموسم كوصيف وحصل على جائزة أفضل لاعب في الموسم. في عام 2023، وقع بيلينغهام مع ريال مدريد مقابل 103 ملايين يورو. حصل بيلينغهام على جائزة أفضل لاعب في الدوري الإسباني لموسم 2023–24، ليصبح أصغر لاعب يفوز بها.
مثل بيلينغهام إنجلترا في فئات تحت 15 عامًا، تحت 16 عامًا، تحت 17 عامًا وتحت 21 عامًا. ظهر لأول مرة مع الفريق الأول في نوفمبر 2020، ومثل بلاده في يورو 2020 وكأس العالم 2022.

## حياته
جود فيكتور ويليام بيلينغهام وُلد في 29 يونيو 2003 في ستوربريدج في حي دودلي الحضري، غرب ميدلاندز، وهو الابن الأكبر لدينيس ومارك بيلينغهام. كان والده مارك حتى عام 2022 رقيبًا في شرطة ويست ميدلاندز وهدافًا بارزًا في كرة القدم خارج الدوري شقيق بيلينغهام الأصغر جوب، هو أيضًا لاعب كرة قدم. درس جود في مدرسة بيري في إدجباستون، برمنغهام. نشأ وهو يرى زين الدين زيدان كمثله الأعلى. تخرج بيلينغهام من كلية لوفبورو بشهادة المستوى الثالث من مجلس تعليم الأعمال والتكنولوجيا في الرياضة عام 2021.

## مسيرته الكروية

### برمنغهام سيتي
انضم جود بيلينغهام في 2010 إلى أكاديمية نادي برمنغهام سيتي، وشارك مع فريق تحت 8 سنوات. لعب لأول مرة مع فريق تحت 23 سنة في 15 أكتوبر 2018 عندما كان عمره 15 سنة، وسجل هدف ضد نوتنغهام فوريست. بدأ بالتعرف على أجواء كرة القدم الاحترافية في الفترة التي كان فيها تلميذ مدرسيّ، حيث سافر عدّة مرات مع الفريق الأول كاللاعب التاسع عشر. في مارس 2019، اختارته صحيفة فور فور تو كأحد أبرز 50 موهبة إنجليزية قادمة. مع بداية موسم 2019-20، انضم اللاعب إلى تشكيلة الفريق الأول، وأصبح أصغر لاعب في تاريخ النادي يشارك في مباراة في 6 أغسطس 2019، حيث شارك بالجولة الأولى بكأس الرابطة ضد بورتسموث، عن عمر 16 سنة و139 يومًا. كان للاعب دور أساسي مع الفريق ذاك الموسم، وأُختير كأفضل لاعب شاب في شهر نوفمبر 2019..

### بوروسيا دورتموند
كان من الواضح أن بيلينغهام سيُغادر برمنغهام سيتي، ووردت تقارير تُفيد بأنهُ ووالده قد زارا عدة أندية كبرى، وكان من بين هذه الأندية كل من مانشستر يونايتد ونادي بوروسيا دورتموند في الدوري الألماني كأبرز الخيارات المفضلة. وتأثراً بتاريخ دورتموند في إشراك اللاعبين الشباب بانتظام في الفريق الأول، كما هو الحال مع جادون سانشو، قرر بيلينغهام اختيار النادي كوجهته المفضلة. سافر إلى ألمانيا لإجراء الفحص الطبي، وتم تأكيد الانتقال في 20 يوليو 2020. وكان من المُقرر انضمامه بعد آخر مباراة لبرمنغهام في الموسم. وقد قُدِّرت الرسوم غير المعلنة، وفقاً لتقارير شبكة سكاي سبورتس، بمبلغ ابتدائي قدره 25 مليون جنيه إسترليني، مما يجعله أغلى لاعب في سن 17 عامًا في التاريخ، بالإضافة إلى "بعض الملايين الأخرى" مرتبطة بمعايير الأداء.

### ريال مدريد
في 14 يونيو 2023، أعلن ريال مدريد عن تعاقده مع بيلينغهام لمدة ست سنوات. وحصل بوروسيا دورتموند على رسوم انتقال أساسية قدرها 103 مليون يورو مع إمكانية زيادتها بنسبة 30% لتصل إلى حوالي 133.9 مليون يورو مع الإضافات، ومن خلال وجود بند نسبة من إعادة البيع، حصل برمنغهام سيتي على حوالي 6 ملايين جنيه إسترليني. أصبح بيلينغهام سادس لاعب إنجليزي ينضم إلى ريال مدريد في العصر الاحترافي.

### 2023–24: الموسم الأول وسجل الأهداف
في 12 أغسطس 2023، سجل بيلينغهام في ظهوره الأول هدفًا من تسديدة من ركلة ركنية في فوز 2-0 في الدوري الإسباني خارج الديار ضد أتلتيك بيلباو. سجل هدفين وصنع هدفًا لـ فينيسيوس جونيور في فوز 3-1 على نادي ألميريا وسجل هدف الفوز ضد سيلتا فيغو مما جعله هداف الدوري وأول لاعب إنجليزي يحصل على جائزة لاعب الشهر في الدوري الإسباني. في 2 سبتمبر، سجل هدف الفوز في الدقيقة 95 ضد خيتافي في أول مباراة له في ملعب سانتياغو برنابيو المُجدّد جعل بيلينغهام ثالث لاعب بعد كريستيانو رونالدو في موسم 2009–10 وخوسيه كاسترو في موسم 1959–60 يسجل في أول أربع مباريات رسمية له مع النادي. سجل بيلينغهام 10 أهداف في أول 10 مباريات له مع مدريد معادلًا رصيد أهداف كريستيانو رونالدو بعد أول 10 مباريات له مع النادي في عام 2009. في 28 أكتوبر، سجل بيلينغهام هدفين، بما في ذلك هدف الفوز في الوقت المحتسب بدل الضائع، ليضمن لريال مدريد الفوز 2-1 خارج الديار ضد برشلونة، مما جعله أول لاعب من ريال مدريد يسجل في أول ظهور له في الدوري الإسباني ودوري أبطال أوروبا مع النادي وفي الكلاسيكو. هدفه الأول الذي سجله من مسافة 25 متر (82 قدم) كان الهدف رقم 300 للنادي في الكلاسيكو، وبذلك أصبح أول إنجليزي يسجل في هذا اللقاء منذ مايكل أوين في 2005. عادل بيلينغهام عدة أرقام قياسية بهذه الأهداف. مدربه كارلو أنشيلوتي علق قائلًا: «يبدو وكأنه لاعب مخضرم، الهدف الذي سجله غير مجرى المباراة تمامًا... اليوم كان مذهلاً وصدم الجميع بهدفه الرائع من حافة المنطقة.» حصل بيلينغهام على جائزة لاعب الشهر في الدوري الإسباني لشهر أكتوبر.
بعد حصوله على جائزة كأس كوبا قبل أسابيع قليلة، اُختير بيلينغهام كفائز بجائزة الفتى الذهبي لعام 2023، وهي جائزة تُمنح لأفضل لاعب كرة قدم تحت سن 21 عامًا يلعب في الدوريات الأوروبية الكبرى على مدار العام. في 5 نوفمبر، تعرض بيلينغهام لخلع في كتفه الأيسر، وعاد إلى اللعب ضد قادش بعد ثلاثة أسابيع فقط بسبب أزمة الإصابات في النادي. في 26 نوفمبر، ورغم ارتداءه دعامة ثقيلة للكتف، ساهم في تسجيل الهدف الأول وسجل الهدف الثالث في فوز 3-0، مما جعل مدريد يتصدر جدول الدوري ورفع رصيده الشخصي إلى 14 هدفًا من أول 15 مباراة له، محطماً الرقم القياسي للنادي المشترك بين برودينسي فولا، ألفريدو دي ستيفانو وكريستيانو رونالدو. في 29 نوفمبر، أصبح بيلينغهام أول لاعب يسجل في أول أربع مباريات له في دوري أبطال أوروبا مع ريال مدريد في الفوز 4-2 ضد نابولي.
في 10 فبراير، سجل بيلينغهام هدفين في فوز 4-0 في الدوري على منافسيه في سباق لقب جيرونا. في 2 مارس، طُرد بيلينغهام للاحتجاج في نهاية تعادل ريال مدريد 2-2 مع فالنسيا في ملعب ميستايا بعد أن أُلغي هدف الفوز الذي سجله لأن الحكم خيسوس خيل مانزانو أطلق صافرة نهاية المباراة. في 21 أبريل، سجل بيلينغهام هدف الفوز في الوقت الإضافي ليحقق ريال مدريد الفوز 3-2 على برشلونة في الكلاسيكو على أرضه، مسجلاً هدفه الحادي والعشرين في الموسم ليصبح أكثر لاعب إنجليزي سجل لريال مدريد في تاريخه متجاوزاً كانينغهام وبيكهام. في اليوم التالي حصل على جائزة لوريوس الرياضية العالمية لأفضل اكتشاف لهذا العام. أنهى موسمه الأول كهداف ريال مدريد في الدوري الإسباني برصيد 19 هدفًا. لعب ضد ناديه السابق بوروسيا دورتموند في نهائي دوري الأبطال، وقدم بيلينغهام تمريرة حاسمة لفينيسيوس جونيور لتسجيل الهدف الذي حسم الفوز بنتيجة 2–0. بفضل تسجيله لأربعة أهداف وصناعته لخمس تمريرات حاسمة ودقة تمرير بلغت 90.5%، حصل بيلينغهام على جائزة أفضل لاعب شاب في دوري أبطال أوروبا للموسم.

### 2024–25: الموسم الثاني وكأس السوبر الأوروبي
في 14 أغسطس 2024، بدأ بيلينغهام موسمه الثاني في إسبانيا حيثُ قدم تمريرة حاسمة لزميله الجديد في ريال مدريد كيليان مبابي لتسجيل هدفه الأول مع النادي، في مباراة فاز فيها ريال مدريد على أتالانتا بنتيجة 2–0 ليحقق رقماً قياسياً بحصد كأس السوبر الأوروبي للمرة السادسة.

## مسيرته الدولية
لعب بيلينغهام لأول مرة مع منتخب إنجلترا تحت 15 سنة في ديسمبر 2016، ولأول مرة مع منتخب تحت 16 سنة مع نهاية 2018. تحضيرًا للتصفيات المؤهلة للبطولة الأوروبية لتحت 17 سنة، شارك بيلينغهام مع المنتخب في كأس سيريكا الودية، التي حقق فيها منتخب إنجلترا اللقب.

## أسلوب اللعب
معروف بتحكمه الاستثنائي في الكرة، قوته البدنية وجودته الفنية، غالبًا ما يُعتبر بيلينغهام أحد أفضل وأشمل لاعبي خط الوسط في العالم. يُعرف أيضًا بيلينغهام بمرونته ورؤيته الثاقبة. يُشيد به لتأدية أدوار متعددة ولأسلوب لعبه الديناميكي، حيث يلعب دفاعًا وهجومًا بنفس المستوى، وُصف من قبل "The Analyst" بأنه «لاعب وسط يقوم بكل شيء.» حصل على إشادة أيضًا بسبب انطلاقاته الممتازة ومهاراته في المراوغة، بالإضافة إلى قدرته على الانتقال السريع من الدفاع إلى الهجوم. وصف محلل من الدوري الألماني بيلينغهام بأنه «حزمة متكاملة: لاعب وسط ديناميكي يمكنه استرجاع الكرة وتحريكها للأمام، والاحتفاظ بها، ومقاومة الضغط، والعثور على مساحات في دفاعات الخصوم، بالإضافة إلى التمريرات الحاسمة وتسجيل الأهداف.» وصفه فيليب لام بأنه «لاعب وسط كامل، يمكنه المراوغة، التمرير، التسديد ولديه الرغبة في التسجيل وهو قوي بدنيًا ويصمد في الصراعات البدنية ويستعيد الكرة.» وصفه فيل فودين بأنه «أحد أكثر اللاعبين موهبة الذين رأيتهم.» كذلك أشاد به بول سكولز في عام 2023 قائلاً: «أعتقد أن جود بيلينغهام بالنسبة لعمره وما حققه حتى الآن في مسيرته القصيرة، هو أفضل من أي شيء رأيناه.» تمت مقارنته بـ زين الدين زيدان.
بعد انتقاله إلى مدريد في عام 2023، أخذ بيلينغهام دورًا أكثر تقدمًا في خط الوسط، وغالبًا ما يتمركز في مركز الرقم 10 كلاعب وسط مهاجم، أو حتى كمهاجم وهمي أو مهاجم ثاني في بعض الأحيان. أدى هذا التغيير في المركز إلى حصول بيلينغهام دورًا أكبر في الثلث الأخير من الملعب وتسجيل الأهداف، حيث سجل 10 أهداف في أول 10 مباريات له مع مدريد.
موهبته البارزة كلاعب شاب أُكدت من خلال الجوائز التي فاز بها، بما في ذلك جائزة أفضل لاعب شاب في العالم تحت 20 سنة من الاتحاد الدولي لتاريخ وإحصاءات كرة القدم في عامي 2022 و2023، وجائزة الفتى الذهبي وجائزة كوبا في 2023. قيمت قناة إي إس بي إن بيلينغهام كأفضل لاعب وسط لموسم 2022–23، بينما قيمه موقع 90 دقيقة كأفضل لاعب وسط في عام 2022.

## الإحصائيات
آخر تحديث 15 ديسمبر 2024.
| النادي           | الموسم   | الدوري                  | الدوري    | الدوري  | الكأس المحلي | الكأس المحلي | كأس الدوري | كأس الدوري | أوروبا    | أوروبا  | أخرى      | أخرى    | المجموع   | المجموع |
| النادي           | الموسم   | الدرجة                  | المباريات | الأهداف | المباريات    | الأهداف      | المباريات  | الأهداف    | المباريات | الأهداف | المباريات | الأهداف | المباريات | الأهداف |
| ---------------- | -------- | ----------------------- | --------- | ------- | ------------ | ------------ | ---------- | ---------- | --------- | ------- | --------- | ------- | --------- | ------- |
| برمنغهام سيتي    | 2019–20  | دوري البطولة الإنجليزية | 41        | 4       | 2            | 0            | 1          | 0          | —         | —       | —         | —       | 44        | 4       |
| بوروسيا دورتموند | 2020–21  | الدوري الألماني         | 29        | 1       | 6            | 2            | —          | —          | 10        | 1       | 1         | 0       | 46        | 4       |
| بوروسيا دورتموند | 2021–22  | الدوري الألماني         | 32        | 3       | 3            | 0            | —          | —          | 8         | 3       | 1         | 0       | 44        | 6       |
| بوروسيا دورتموند | 2022–23  | الدوري الألماني         | 31        | 8       | 4            | 2            | —          | —          | 7         | 4       | —         | —       | 42        | 14      |
| بوروسيا دورتموند | المجموع  | المجموع                 | 92        | 12      | 13           | 4            | —          | —          | 25        | 8       | 2         | 0       | 132       | 24      |
| ريال مدريد       | 2023–24  | الدوري الإسباني         | 28        | 19      | 1            | 0            | —          | —          | 11        | 4       | 2         | 0       | 42        | 23      |
| ريال مدريد       | 2024–25  | الدوري الإسباني         | 13        | 6       | 0            | 0            | —          | —          | 6         | 1       | 1         | 0       | 20        | 7       |
| ريال مدريد       | المجموع  | المجموع                 | 41        | 25      | 1            | 0            | —          | —          | 17        | 5       | 3         | 0       | 62        | 30      |
| الإجمالي         | الإجمالي | الإجمالي                | 174       | 41      | 16           | 4            | 1          | 0          | 42        | 13      | 5         | 0       | 238       | 58      |

1. ↑  يشمل كأس الاتحاد الإنجليزي، كأس ألمانيا، كأس الملك
2. ↑  يشمل كأس رابطة الأندية الإنجليزية المحترفة
3. 1 2 3 4  المباريات في دوري أبطال أوروبا
4. 1 2  المباريات في كأس السوبر الألماني
5. ↑  ست مباريات وهدف واحد في دوري أبطال أوروبا، مباراتين وهدفين في الدوري الأوروبي
6. ↑  المباريات في كأس السوبر الإسباني
7. ↑  المباريات في كأس السوبر الأوروبي

### دوليًا
آخر تحديث 26 مارس 2024.
| المنتخب | السنة   | المباريات | الأهداف |
| ------- | ------- | --------- | ------- |
| إنجلترا | 2020    | 1         | 0       |
| إنجلترا | 2021    | 9         | 0       |
| إنجلترا | 2022    | 12        | 1       |
| إنجلترا | 2023    | 5         | 1       |
| إنجلترا | 2024    | 2         | 1       |
| المجموع | المجموع | 29        | 3       |

| #. | التاريخ        | الملعب                          | م  | الخصم    | الهدف | النتيجة | المسابقة        | المصدر |
| -- | -------------- | ------------------------------- | -- | -------- | ----- | ------- | --------------- | ------ |
| 1  | 21 نوفمبر 2022 | استاد خليفة الدولي، الريان، قطر | 18 | إيران    | 1–0   | 6–2     | كأس العالم 2022 | [ 78 ] |
| 2  | 12 سبتمبر 2023 | هامبدن بارك، غلاسكو، سكوتلندا   | 26 | إسكتلندا | 2–0   | 3–1     | مباراة ودية     | [ 79 ] |
| 3  | 26 مارس 2024   | ملعب ويمبلي، لندن، إنجلترا      | 29 | بلجيكا   | 2–2   | 2–2     | ودية            | [ 80 ] |

## الإنجازات
بوروسيا دورتموند
- كأس ألمانيا: 2020–21[81]

ريال مدريد
- الدوري الإسباني: 2023–24[82]
- كأس السوبر الإسباني: 2023–24[83]
- دوري أبطال أوروبا: 2023–24[84]
- كأس السوبر الأوروبي: 2024[85]
- كأس القارات للأندية: 2024[86]

إنجلترا تحت 17 سنة
- كأس سيرنكا: 2019[87]

إنجلترا
- بطولة أمم أوروبا الوصيف: 2020[88]

الفردية

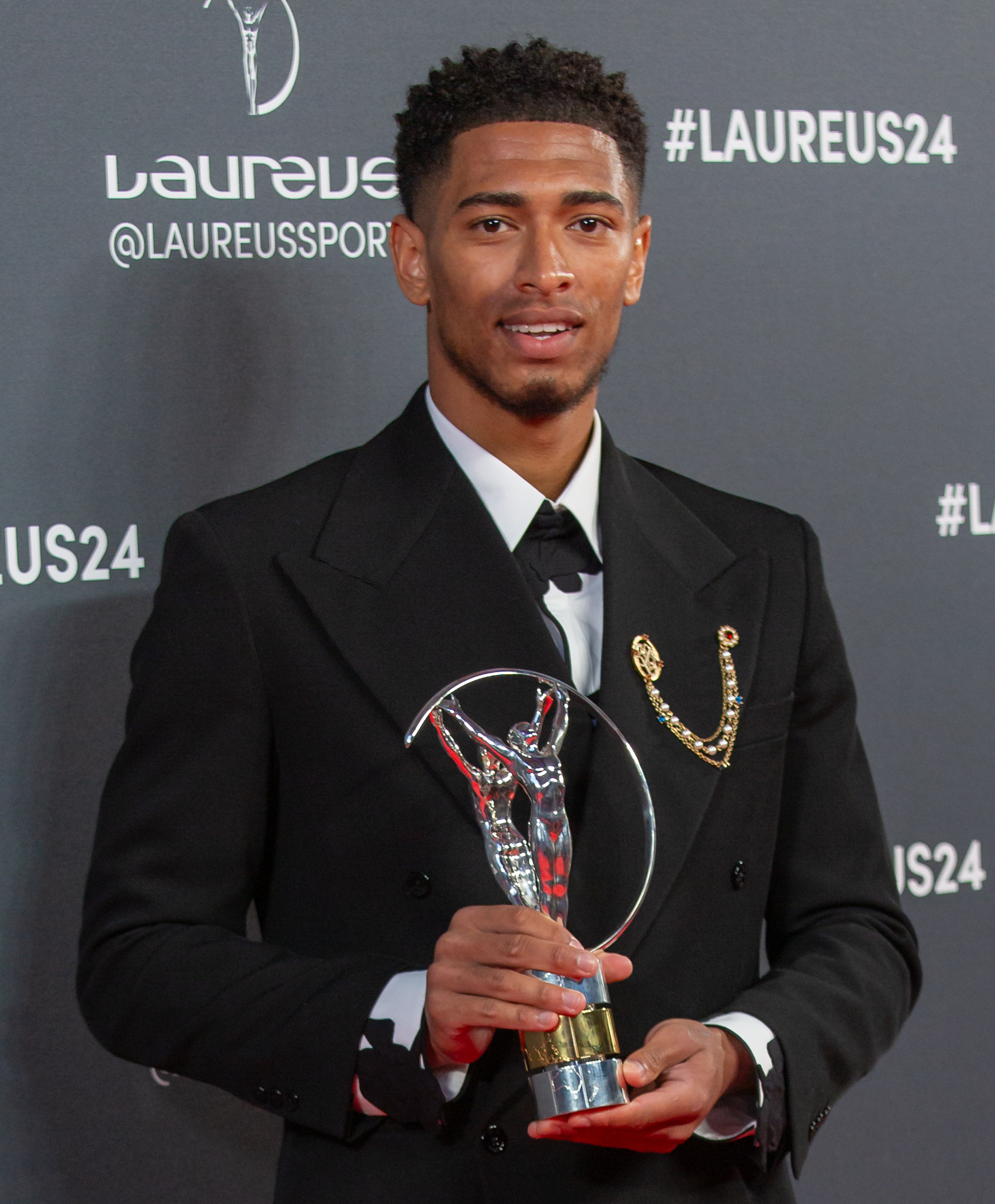
بيلينغهام مع جائزة أفضل استكشاف في العام.

- هدف الموسم لفريق برمنغهام سيتي تحت 15/16: 2018[89]
- جائزة الإنجاز المميز من برمنغهام سيتي: 2018[89]
- لاعب بطولة كأس سيرينكا: 2019[90]
- أفضل لاعب شاب في دوري كرة القدم الإنجليزية في الشهر: نوفمبر 2019[16]
- أفضل لاعب شاب في برمنغهام سيتي للموسم: 2019–20[91]
- أفضل لاعب شاب في الموسم في دوري كرة القدم الإنجليزية: 2019–20[92]
- أفضل لاعب حديث في دوري كرة القدم الإنجليزية: 2019–20[92]
- لاعب الشهر الحديث في الدوري الألماني:سبتمبر 2020[93]
- هدف الشهر في الدوري الألماني: أكتوبر 2021[94]
- فريق الموسم في الدوري الألماني: 2021–22،[95] 2022–23[96]
- لاعب الموسم الحديث في الدوري الألماني حسب جمعية اللاعبين المحترفين في ألمانيا: 2020–21[97]
- فريق الموسم في الدوري الألماني حسب جمعية اللاعبين المحترفين في ألمانيا: 2021–22،[98] 2022–23[99]
- جائزة كوبا: 2023;[100] الوصيف: 2021[101]
- جائزة نجوم الغد من جول: 2022[102]
- فريق العالم للشباب تحت 20 سنة من الاتحاد الدولي لتاريخ وإحصاءات كرة القدم: 2021،[103] 2022،[104] 2023[105]
- أفضل لاعب شاب في العالم تحت 20 سنة من الاتحاد الدولي لتاريخ وإحصاءات كرة القدم: 2022،[106] 2023[107]
- أفضل لاعب وسط من إي إس بي إن: 2022–23[74]
- لاعب الموسم في الدوري الألماني: 2022–23[108]
- لاعب الموسم في الدوري الألماني حسب جمعية اللاعبين المحترفين في ألمانيا: 2022–23[99]
- فريق العالم من الاتحاد الدولي لتاريخ وإحصاءات كرة القدم: 2023[109]
- جائزة الفتى الذهبي: 2023[10]
- جوائز جلوب سوكر جائزة اللاعب الناشئ: 2023[110]
- تشكيلة العام من فيفبرو: 2023[111]
- لاعب الشهر في الدوري الإسباني: أغسطس 2023،[32] أكتوبر 2023[112]
- لاعب الموسم في الدوري الإسباني: 2023–24[113]
- تشكيلة الموسم في الدوري الإسباني: 2023–24[114]
- جائزة لوريوس العالمية لأفضل اكتشاف: 2024[115]
- ذا أثليتك لاعب الموسم في أوروبا: 2023–24[116]
- ذا أثليتك أفضل لاعب شاب في الموسم في أوروبا: 2023–24[116]
- ذا أثليتك تشكيلة الموسم في أوروبا للرجال: 2023–24[116]
- جائزة أفضل لاعب شاب في دوري أبطال أوروبا: 2023–24.[117]

## روابط خارجية
- جود بيلينغهام على موقع الاتحاد الدولي (مؤرشف)  (الإنجليزية)
- جود بيلينغهام على موقع الاتحاد الأوربي (الإنجليزية)
- جود بيلينغهام على موقع إي إس بي إن إف سي (الإنجليزية)
- جود بيلينغهام على موقع قاعدة بيانات كرة القدم.إي يو (الإنجليزية)
- جود بيلينغهام على موقع ليكيب (الفرنسية)
- جود بيلينغهام على موقع ناشيونال فوتبول تيمز (الإنجليزية)
- جود بيلينغهام على موقع Soccerbase.com (لاعب) (الإنجليزية)
- جود بيلينغهام على موقع Soccerway.com (الإنجليزية)
- جود بيلينغهام على موقع عالم كرة القدم.نت (الإنجليزية)
- جود بيلينغهام على موقع كووورة

1. ↑  علاوة على ذلك، بعدد أهدافه في هذا الموسم، عادل بيلينغهام العدد الأكبر من الأهداف الذي سجله زين الدين زيدان في موسم واحد طوال مسيرته التي استمرت 18 عامًا.[35]
2. ↑  أصبح بيلينغهام أول لاعب يسجل هدفين في أول كلاسيكو له منذ بيدرو ماريا أرثواغا في عام 1947، والرابع الذي يسجل هدفين أو أكثر في هذا اللقاء في الدوري الإسباني قبل بلوغه 21 عامًا، بعد خايمي لازكانو في 1930، وأرثواغا في 1947، وليونيل ميسي في 2007.[39]
3. ↑  بالإضافة إلى ذلك، بعد أن لعب بيلينغهام عشر مباريات في الدوري الإسباني مع ريال مدريد، كان عدد الأهداف العشرة التي سجلها في هذه المباريات أكثر بثلاثة أهداف مما سجله كريستيانو رونالدو في أول عشر مباريات له مع مدريد في 2009.[35]
4. ↑  مع 13 هدفًا في أول 13 مباراة له مع النادي، عادل بيلينغهام بدايات كريستيانو رونالدو وألفريدو دي ستيفانو.[40]